# Судова влада України (сайт)
Судова влада України — офіційний вебпортал судової влади України, на якому публікується інформація про діяльність судів загальної юрисдикції, інших органів і установ судової гілки влади.
Адмініструє вебпортал Державна судова адміністрація України, активна розробка ведеться з 2004 року. Єдина судова інформаційно-телекомунікаційна система забезпечуватиме функціонування офіційного вебпорталу судової влади України після свого запуску.
У наповненні сайту беруть участь адміністратор вебпорталу, виконавці, координатор вебпорталу, координатор вебсайту суду, куратор виконавця, куратор координатора вебпорталу.
За даними Alexa Internet, у лютому 2018 сайт court.gov.ua займав 222-ге місце за популярністю в країні, 72 % відвідувачів були з України.

## Структура вебпорталу
Структура затверджується наказом ДСА. Її основні елементи:
- Головна сторінка
  - Пошук суду (вихід на підсайти кожного суду загальної юрисдикції)
  - Судовий збір (реквізити для сплати, формування квитанції, онлайн сплата судового збору)
  - Розклад засідань (список судових справ, призначених до розгляду в кожному суді)
  - Стан розгляду справ (інформація про стадії розгляду судових справ та звіти автоматизованого розподілу після 2015 р.)
  - Реєстр судових рішень (ЄДРСР)
  - Останні новини
  - Анонси
  - Інтерв'ю, коментарі, відповіді
  - Корисні посилання
- Вебсторінка ДСА України
- Вебсторінки територіальних управлінь ДСА України.
- Пресцентр судової влади України
- Електронний реєстр пресслужб судів

Підсайт кожного суду загальної юрисдикції містить, серед іншого, таку інформацію:
- Назва суду
- Форма запиту на отримання публічної інформації
- Компетенція та нормативно-правові засади діяльності
- Місцезнаходження
- Керівництво суду, з зазначенням телефонних номерів та електронних адрес
- Списки суддів
- Структура суду
- Розклад роботи, графіки прийому громадян
- Правила внутрішнього трудового розпорядку
- Інформація про вакансії в апараті суду
- Зразки процесуальних заяв
- Реквізити для сплати судового збору при зверненні до цього суду
- Список справ, призначених до розгляду в цьому суді
- Показники діяльності суду за півріччя та рік[3].

## Процес розміщення інформації
Технологічний процес розміщення інформації на сайті та його підсайтах включає такі етапи:
Підготовка інформації для розміщення та погодження з керівником структурного підрозділу →

Узгодження з куратором виконавця та координатором вебпорталу →

Погодження з куратором координатора →

Розміщення інформації →

Технічне супроводження та адміністрування вебпорталу.

## Обов'язкове оприлюднення
Згідно з законом, інформація про суд, який розглядає справу, сторони спору та предмет позову, дату надходження позовної заяви, апеляційної, касаційної скарги, заяви про перегляд судового рішення, стадії розгляду справи, місце, дату і час судового засідання, рух справи з одного суду до іншого є відкритою та невідкладно оприлюднюється на офіційному вебпорталі.
Через сайт оприлюднюються:
- виклики до суду осіб, чиє місцезнаходження невідоме;
- інформація про вакантні посади суддів та проведення конкурсів на їх зайняття;
- зразок дисциплінарної скарги щодо судді;
- інформація про притягнення судді до дисциплінарної відповідальності;
- рішення Ради суддів України[5].